# فاليريو ماسيمو مانفريدي
فاليريو ماسيمو مانفريدي (بالإيطالية: Valerio Massimo Manfredi) هو كاتب وروائي إيطالي. ولد سنة 1943 في مدينة كاستل فرانكو إيميليا في مقاطعة مودينا. وهو متزوج من كريستين فيدرسون مانفريدي التي تقوم بترجمة أعماله من الإيطالية إلى الإنجليزية. ولهم ولدين ويعيشون في مدينة صغيرة بالقرب من بولونيا.
حصل على جائزة رجل السنة عام 1999 من المعهد الأمريكي للسير الذاتية (باللغة الإنجليزية: American Biographical Institute).
كتب رواية (The Last Legion) سنة 2003. وقد أعجبت الرواية بعض منتجي الأفلام فحولوها لفلم سنة 2007 بنفس الاسم.

## الكتب
- Last Letters of Jacopo Ortis
- The Spartan
- The Last Legion
- The Talisman of Troy
- The Oracle
- Tyrant
- Empire of the Dragons
- البرج "La torre della solitudine"
- The Lost Army
- Pharaoh
- The Ides of March

ومشهور بسلسلة روايات (الإسكندر - Alexander) الذي كتبها سنة 2001:
- Child of a Dream
- The Sands of Ammon
- Ends of the Earth

وآخر رواية صدرت له كانت في سنة 2010:
- The Ancient Curse

## روابط خارجية
- فاليريو ماسيمو مانفريدي على موقع IMDb (الإنجليزية)
- فاليريو ماسيمو مانفريدي على موقع ميوزك برينز (الإنجليزية)
- فاليريو ماسيمو مانفريدي على موقع قاعدة بيانات الفيلم (الإنجليزية)